# Sant'Andréa-di-Cotone
Sant'Andréa-di-Cotone es una comuna y población de Francia, en la región de Córcega, departamento de Alta Córcega.
Su población en el censo de 1999 era de 167 habitantes.

## Demografía
| 154 | 209 | 160 | 127 | 182 | 167 |
| Para los censos de 1962 a 1999 la población legal corresponde a la población sin duplicidades (Fuente: INSEE [Consultar]) |     |     |     |     |     |